# Pîneanî, Sambir
Pîneanî (în ucraineană Пиняни) este un sat în comuna Babîna din raionul Sambir, regiunea Liov, Ucraina.

## Demografie
Componența lingvistică a localității Pîneanî
     Ucraineană (98,85%)
     Alte limbi (0,13%)
Conform recensământului din 2001, majoritatea populației localității Pîneanî era vorbitoare de ucraineană (98,85%), existând în minoritate și vorbitori de armeană (1,02%).